# Ciumani
Ciumani (en hongrois : Gyergyócsomafalva) est une commune roumaine du județ de Harghita, dans la région historique de Transylvanie. Elle est composée d'un seul village, Ciumani.

## Localisation
Ciumani est située dans la partie centre-ouest du comté de Harghita (à l'est de la Transylvanie, dans la dépression Gheorgheni) dans le Pays sicule (région ethno-culturelle et linguistique), à 41 km de la ville de Miercurea-Ciuc.

## Politique
| Période | Période  | Identité              | Étiquette | Qualité |
| ------- | -------- | --------------------- | --------- | ------- |
| 2008    | En cours | László-Szilárd Márton | UDMR      |         |

| Parti | Parti                                      | Sièges |
| ----- | ------------------------------------------ | ------ |
|       | Union démocrate magyare de Roumanie (UDMR) | 8      |
|       | Parti civique magyar (PCM)                 | 5      |

## Relations internationales
La commune de Merești est jumelée avec:
- Baktalórántháza (Hongrie)
- Dány (Hongrie)
- Heves (Hongrie)